# Dismodicus modicus
Dismodicus modicus – gatunek pająka z rodziny osnuwikowatych.

## Opis
Karapaks jasnopomarańczowy z wzorem w formie trzech linii odchodzących promieniście z jego środka, dłuższy niż szeroki, po bokach zaokrąglony, z tyłu ścięty. Nadustek w profilu prosty, sterczący u podstawy Szczękoczułki pomarańczowe z 5 ząbkami na każdej krawędzi. Sternum tarczowate, nieco dłuższe niż szerokie, śniado-pomarańczowe. Labium barwy sternum. Odnóża i nogogłaszczki pomarańczowe. Odwłok ciemnoszary do czarnego. Epigynum nieco wyniesione.

## Występowanie
Gatunek ten jest endemitem Alaski (Stany Zjednoczone).